# Colonia los Laureles, Guanajuato
Colonia los Laureles är en ort i Mexiko.   Den ligger i kommunen Irapuato och delstaten Guanajuato, i den centrala delen av landet, 260 km nordväst om huvudstaden Mexico City. Colonia los Laureles ligger 1 735 meter över havet och antalet invånare är 224.
Terrängen runt Colonia los Laureles är platt åt sydväst, men åt nordost är den kuperad. Runt Colonia los Laureles är det tätbefolkat, med 257 invånare per kvadratkilometer. Närmaste större samhälle är Irapuato, 8,5 km väster om Colonia los Laureles. Omgivningarna runt Colonia los Laureles är en mosaik av jordbruksmark och naturlig växtlighet.